# Гизы
Гизы (фр. Guise) — французский род, боковая ветвь Лотарингского дома, получившая в 1360 году владение Гиз в приданое и впоследствии разделившаяся на линии Гиз и Эльбёф. Из членов этой фамилии известны:

## Представители
1. Клод Лотарингский (1496—1550), младший сын Рене II, герцога Лотарингии, 1-й герцог де Гиз.
2. Жан Лотарингский (1498—1550), брат предыдущего, кардинал Лотарингский с 1518 года, пользовался большим влиянием при дворах Франциска I и Генриха II.
3. Франсуа Лотарингский (1519—1563), герцог Гиз, французский военный и государственный деятель.
4. Шарль де Гиз (1524—1574), кардинал де Гиз, архиепископ Реймсский с 1538. Имел большое влияние на Генриха II. По его настоянию папа Павел IV объявил войну Карлу V и Филиппу II. Его правление, в качестве министра Франциска II, отличалось жестокостью и крайним своеволием: так он запретил ношение оружия и издал эдикт, которым угрожал повесить кредиторов двора, если они не удалятся в 24 часа. И при Карле IX он пользовался большим влиянием. Как и брат его, был ожесточённым врагом гугенотов и старался ввести во Францию инквизицию. На Тридентском соборе (1562) играл важную роль сначала против папы, затем в интересах курии. Ср. Guillemin, «Le Cardinal de Lorraine» (1847).
5. Генрих I Лотарингский (1550—1588), герцог де Гиз, глава Католической лиги.
6. Карл, герцог Майенский, брат предыдущего (1554—1611), после его убийства стал во главе лиги и стремился завладеть престолом, но, разбитый Генрихом IV, подчинился ему (1596) и впоследствии был губернатором Иль-де-Франс и верным советником короля.
7. Луи Лотарингский (1555—1588), кардинал де Гиз, брат обоих предыдущих, видный деятель Католической лиги. Убит в Блуа на следующий день после брата по приказу Генриха III.
8. Шарль де Гиз, старший сын Генриха I Гиза. (1571—1640), герцог де Гиз и де Жуайез, после убийства отца, заключённый в тюрьму, бежал в 1591 году, вёл сначала борьбу с Генрихом IV, но скоро ему подчинился и был сделан губернатором Прованса. Впоследствии изгнан Ришельё из Парижа и поселился во Флоренции.
9. Генрих II Лотарингский (1614—1664), сын предыдущего, сначала архиепископ реймсский, стал после смерти старших братьев главой фамилии и оставил духовное звание. Примкнув к графу Суассону, возмутившемуся при помощи испанцев против Ришельё, был присуждён к смерти, но бежал во Фландрию, откуда вернулся лишь после смерти Ришельё. В 1644 и 1645 годах участвовал в походах против Австрии, а в 1647 году задумал воспользоваться восстанием в Неаполе для завоевания его, стал во главе инсургентов, но был взят в плен испанцами и лишь в 1652 году освобождён Конде. Ещё раз пытался он, в 1654 году, завоевать Неаполь, но тоже безуспешно, и последние годы своей жизни провёл при дворе Людовика XIV. Его «Mémoires», вероятно, написаны его секретарём Сент-Ионом; изд. Petitot, «Collections de Mémoires relatifs a l’histoire de France» (1826).
10. Луи Жозеф де Гиз, герцог Жуайез и Ангулемский (1650—1671), племянник предыдущего, был женат на Елизавете Орлеанской.
11. Франсуа Жозеф (1670—1675), герцог де Гиз и де Жуайез, сын предыдущего. С ним прекратился род Гиз. Владения их перешли к Конде.